# Stadion Miejski w Tuszynie
Stadion Miejski – stadion piłkarski w Tuszynie, w Polsce. Może pomieścić 1000 widzów (w tym 800 miejsc siedzących). Swoje spotkania rozgrywają na nim piłkarze klubu Jagiellonia Tuszyn.
Stadion został wybudowany z inicjatywy społecznego komitetu budowy stadionu „Budujemy Sami”, który zawiązał się w 1971 roku. Stadion został oddany do użytku w 1980 roku. 
W 2020 roku Ministerstwo Sportu pozytywnie rozpatrzyło wniosek gminy o rozbudowę Stadionu.

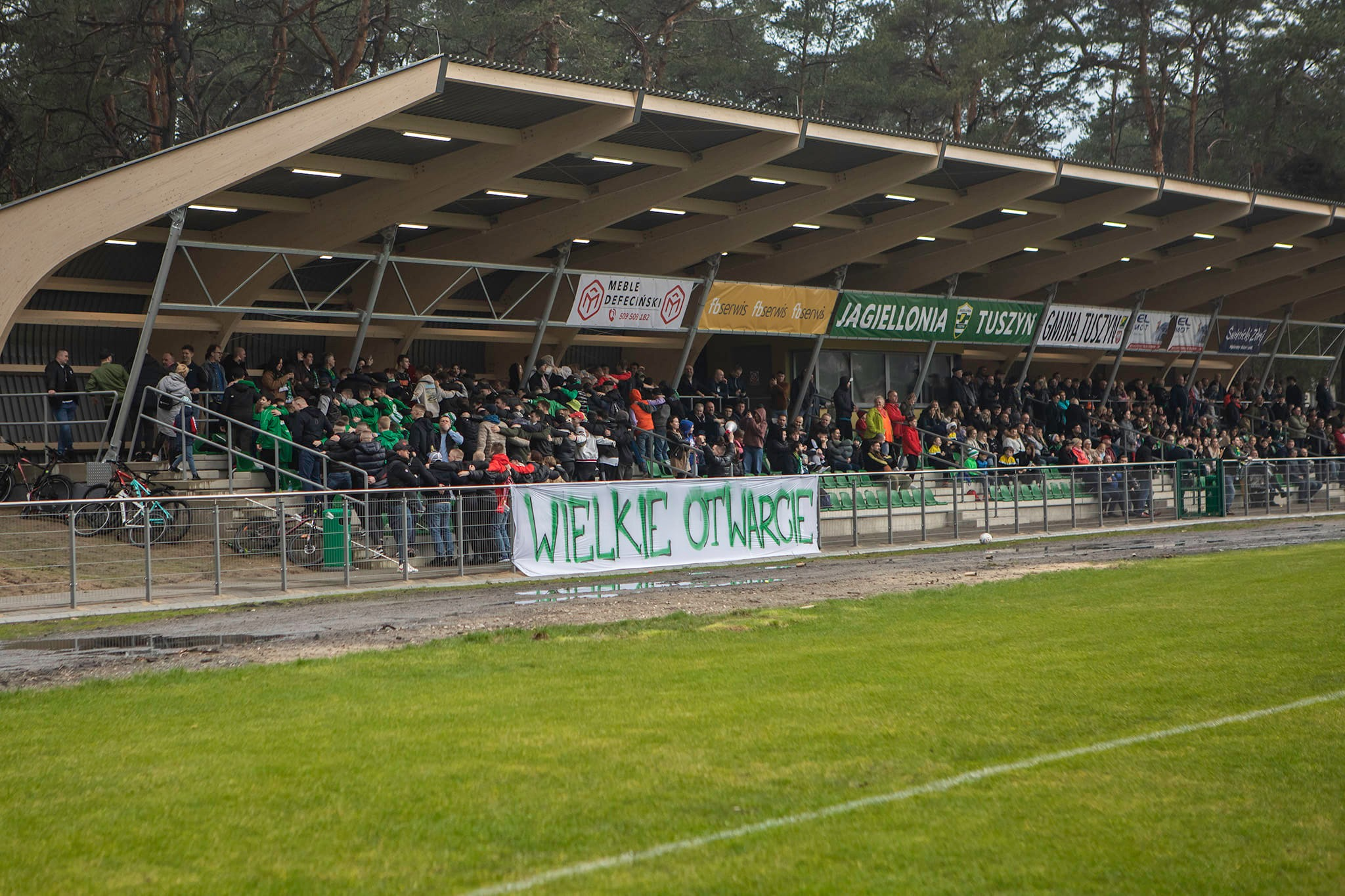
Stadion Miejski w Tuszynie podczas meczu otwarcia.

23 Marca 2024 roku nastąpiło oficjalne otwarcie przebudowanego Stadionu Miejskiego w Tuszynie. 
Obecnie trwają dalsze prace w kolejnych etapach rozbudowy stadionu. 